# Sinh vật lớn nhất
Những sinh vật lớn nhất trên Trái Đất được xác định theo những tiêu chí khác nhau: khối lượng, thể tích, diện tích, chiều dài, chiều cao hoặc thậm chí là kích thước của bộ gen. Có nhiều nhóm sinh vật tồn tại gắn liền với nhau thành thể thống nhất có kích thước rất lớn (như tổ kiến, ong...) nhưng như vậy không được xem là một cá thể sinh vật. Đại Bảo Tiều (Great Barrier) là hệ thống rạn san hô bao gồm 2900 rạn riêng lẻ, 900 hòn đảo bao phú vùng diện tích khoảng 344.400 km² là cấu trúc thực thể sống lớn nhất, nhưng là tập hợp của nhiều loài san hô khác nhau.

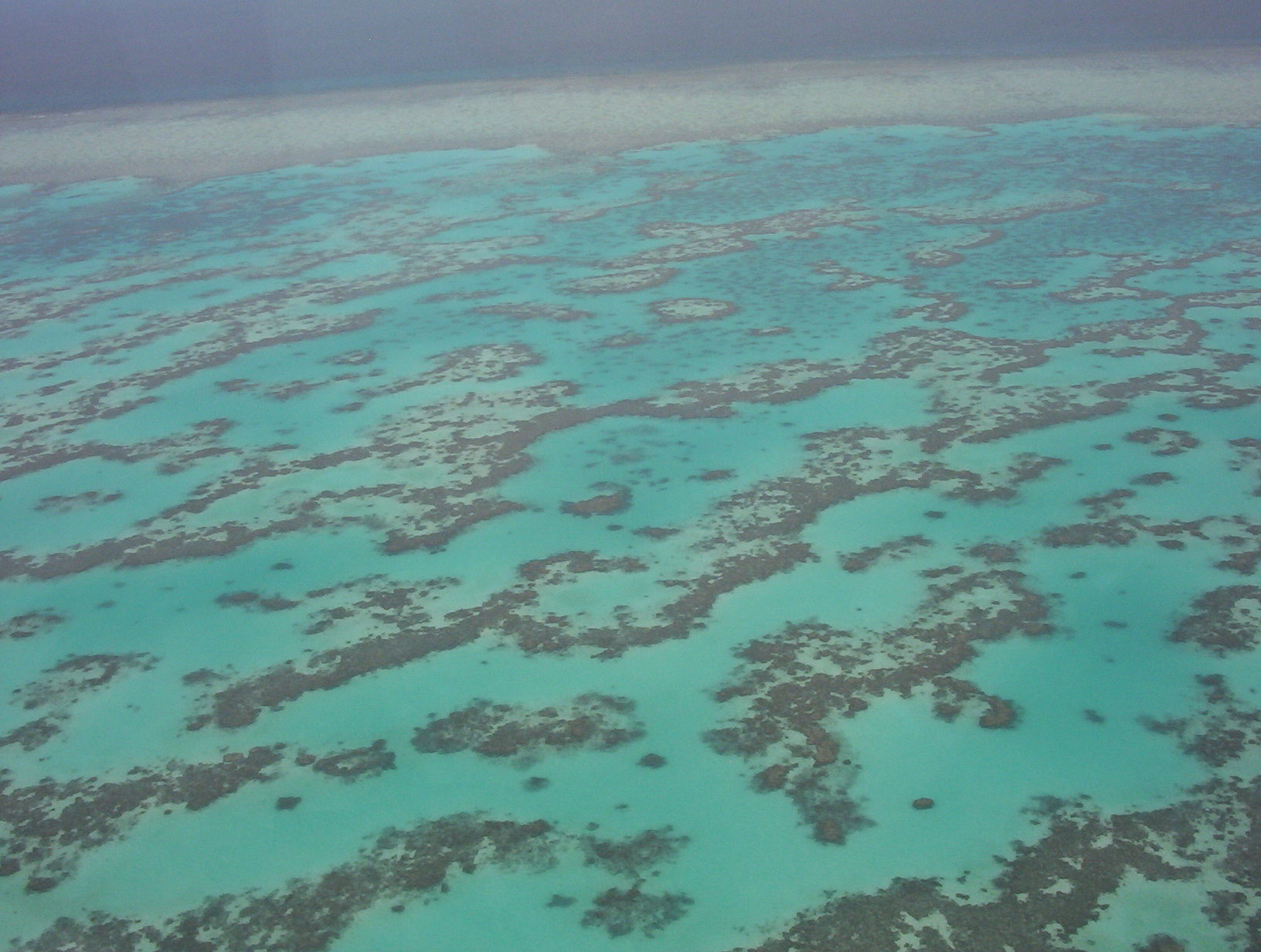
Đại Bảo Tiều

Nếu coi một quần thể thực vật đồng nhất là một cá thể thì vị trí kỷ lục về sinh vật lớn nhất, nặng nhất còn sinh tồn thuộc về quần thể Pando ở Utah. Vị trí cá thể sinh vật đơn lẻ nặng nhất thế giới còn sinh tồn thuộc về cây sequoia General Sherman trong Vườn quốc gia Sequoia thuộc dãy núi Sierra Nevada (Hoa Kỳ).
Cá voi xanh Balaenoptera musculus hiện đang giữ kỷ lục động vật nặng nhất thế giới. Voi rừng châu Phi là động vật trên cạn nặng nhất còn tồn tại.

## Thực vật

Cây sequoia, cá thể sinh vật còn sống lớn nhất thế giới

Cá thể thực vật lớn nhất về khối lượng và thể tích gỗ thuộc về một cây hạt trần thuộc loài Sequoiadendron giganteum có tên riêng là General Sherman (lấy theo tên tướng William Tecumseh Sherman của quân đội Liên bang miền Bắc thời Nội chiến Hoa Kỳ) với chiều cao từ mặt đất chung quanh đến ngọn cây là 83,8 mét, đường kính gốc 11 mét, thể tích ước tính 1.487 mét khối, khối lượng ước tính gần 2.000 tấn.
Kỷ lục chiều cao thuộc về một cây Hoàng đàn với danh pháp Sequoia sempervirens được đặt tên riêng Hyperion với chiều cao đo được là 115,6 mét ở California. Cũng thuộc giống Sequoia sempervirens này trước năm 1905 có một cây ở Fieldbrook, California từng có kích thước hơn gấp rưỡi cây General Sherman hiện nay: 3.300 tấn, 2,555 mét khối.

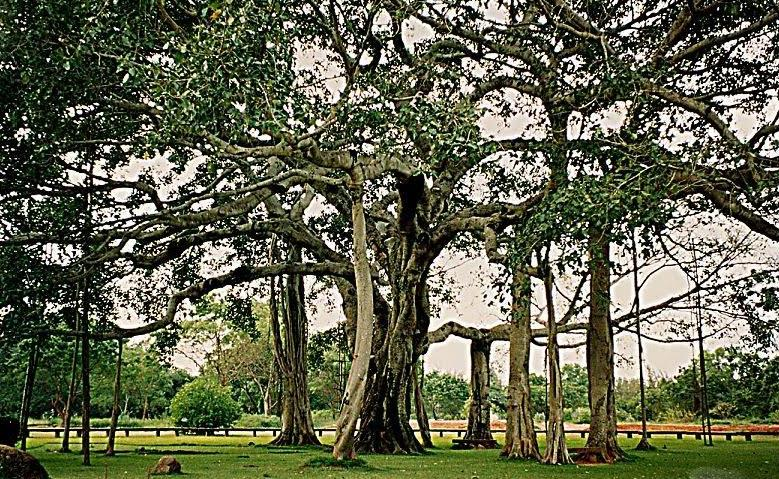
Thimmamma Marrimanu

Cây đa mang tên Thimmamma Marrimanu ở huyện Anantapur, bang Andhra Pradesh của Ấn Độ được sách kỷ lục Guinness ghi nhận cây lớn nhất thế giới với diện tích phủ mặt đất lên tới hơn 1 hecta cũng là dạng kết hợp đa thân của nhiều cá thể thuộc nhiều loài khác nhau (Ficus aurea, Ficus benghalensis, Ficus elastica, Ficus microcarpa, Ficus pertusa...)

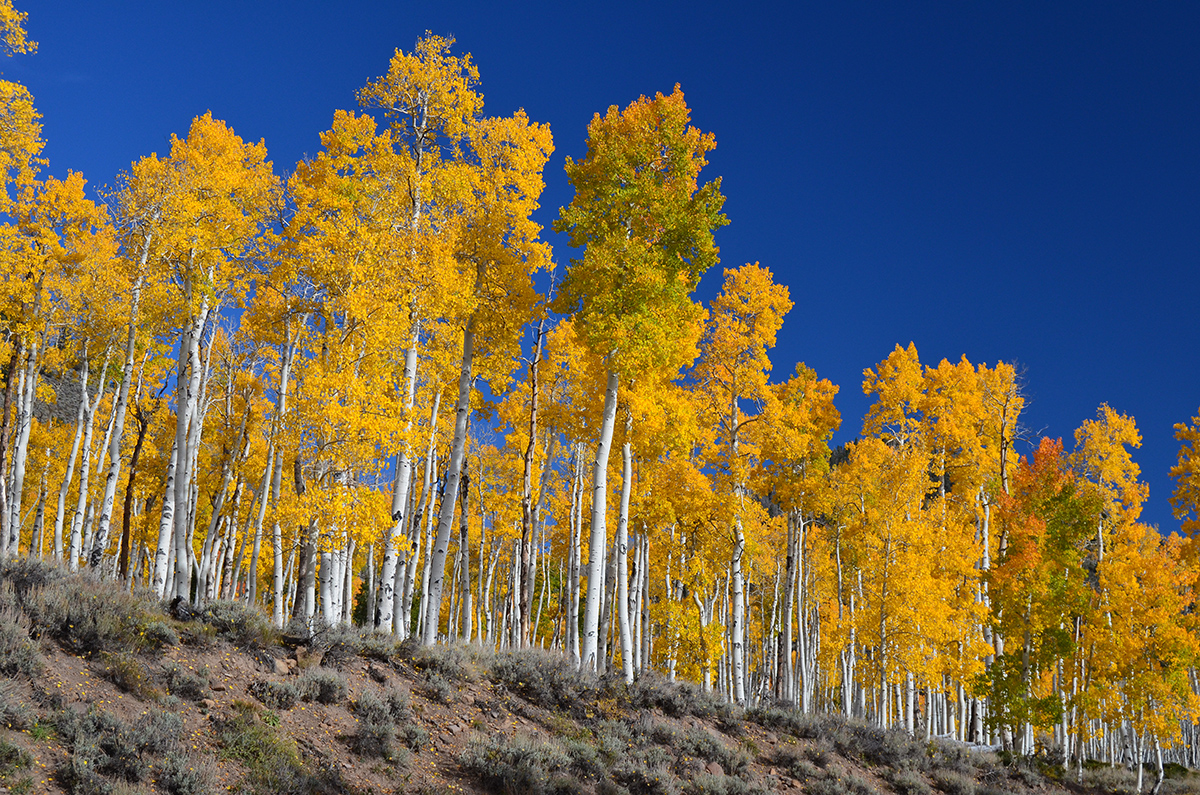
Pando

Quần thể liễu có tên Pando mọc ở bang Utah của Hoa Kỳ có thể coi là một cá thể thực vật phủ diện tích lớn nhất, già nhất và nặng nhất hành tinh này với diện tích phủ 43 hecta và cân nặng 6,000 tấn, 80,000 năm tuổi..

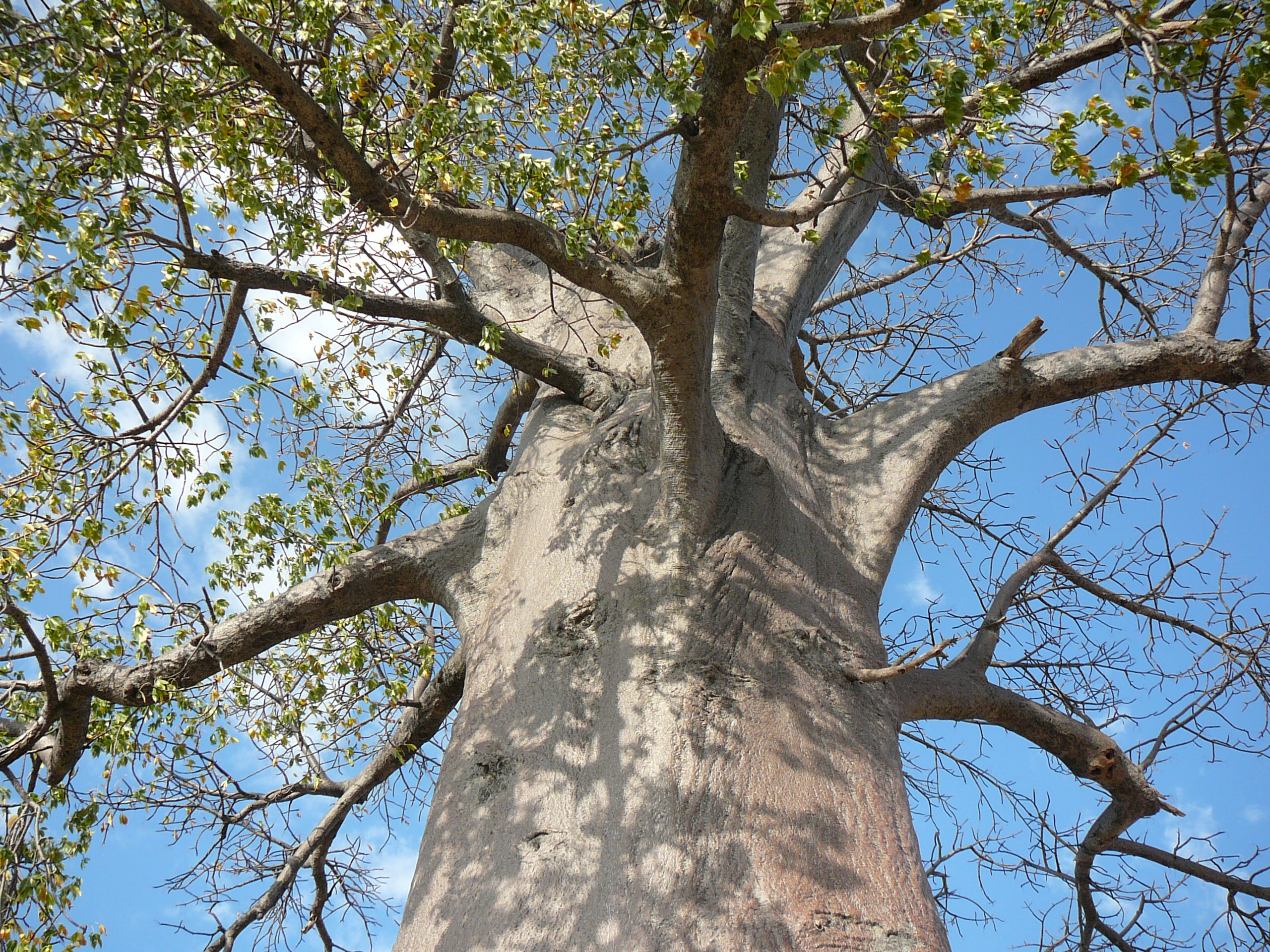
Adansonia digitata
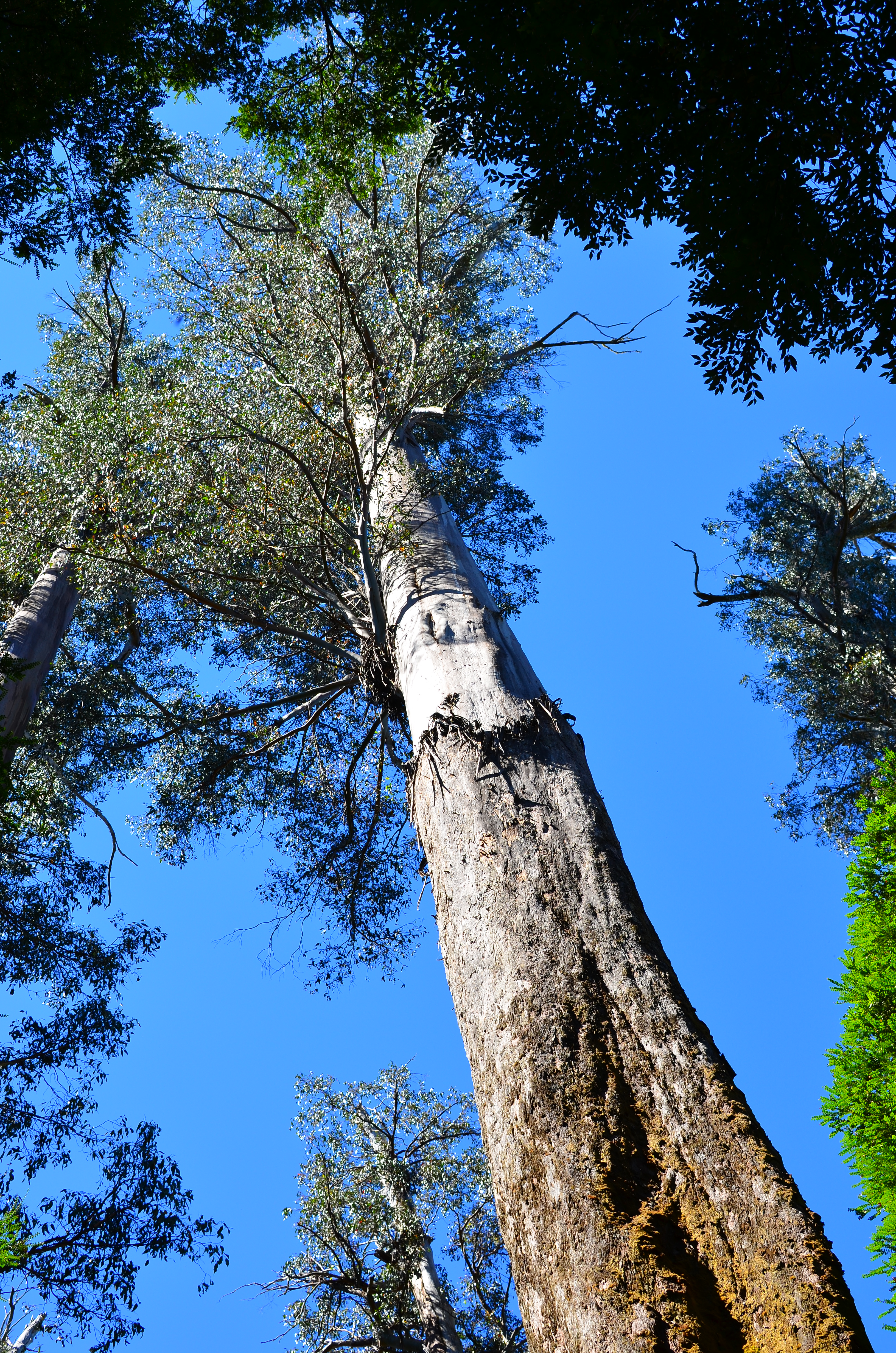
Eucalyptus regnans
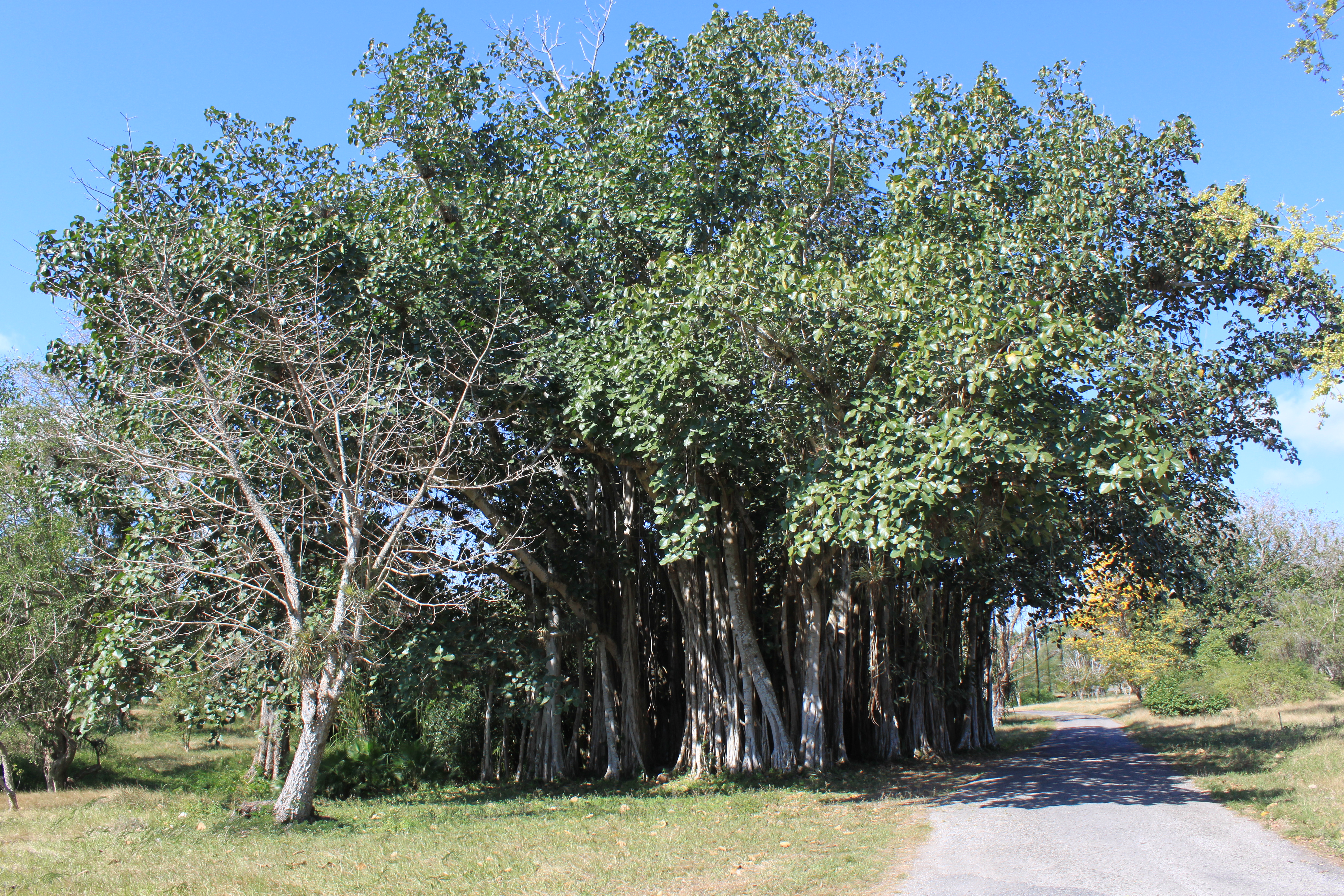
Ficus benghalensis
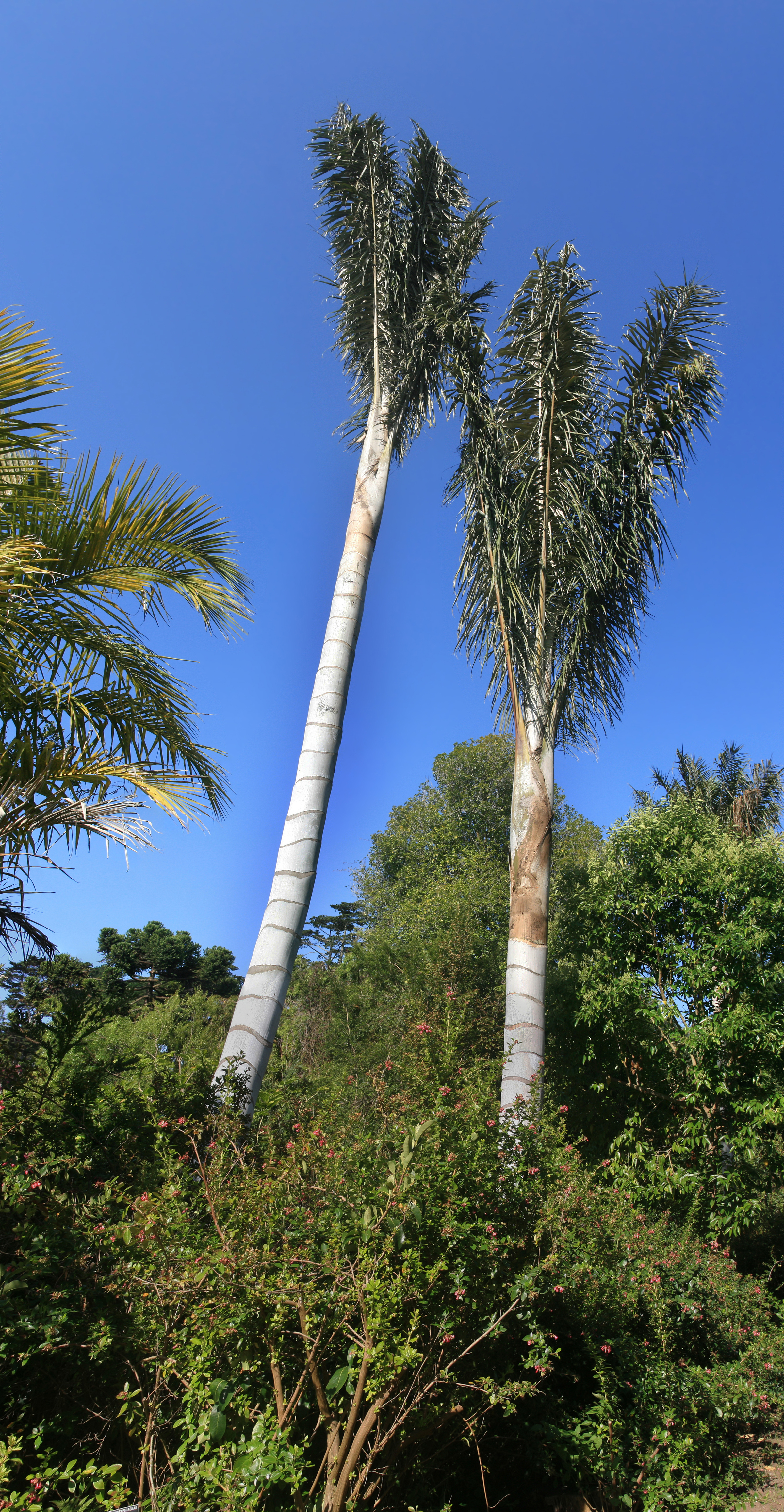
Ceroxylon quindiuense
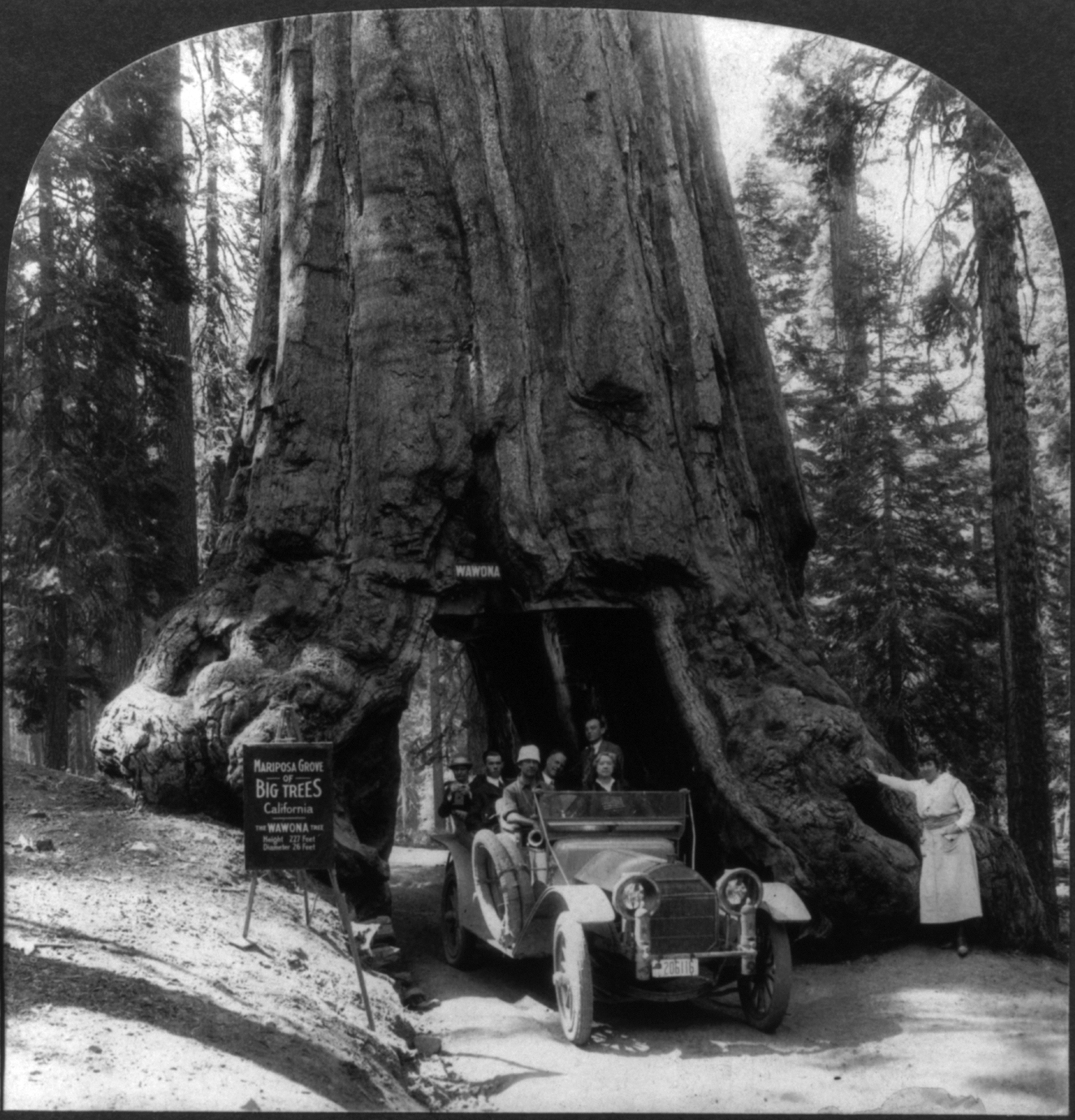
Sequoia sempervirens

## Động vật
Loài Cá voi xanh Balaenoptera musculus hiện được ghi nhận là động vật còn tồn tại lớn nhất từng được ghi nhận khi có chiều dài 30 mét, cân nặng 177 tấn.

### Động vật có xương sống

#### Lớp Thú

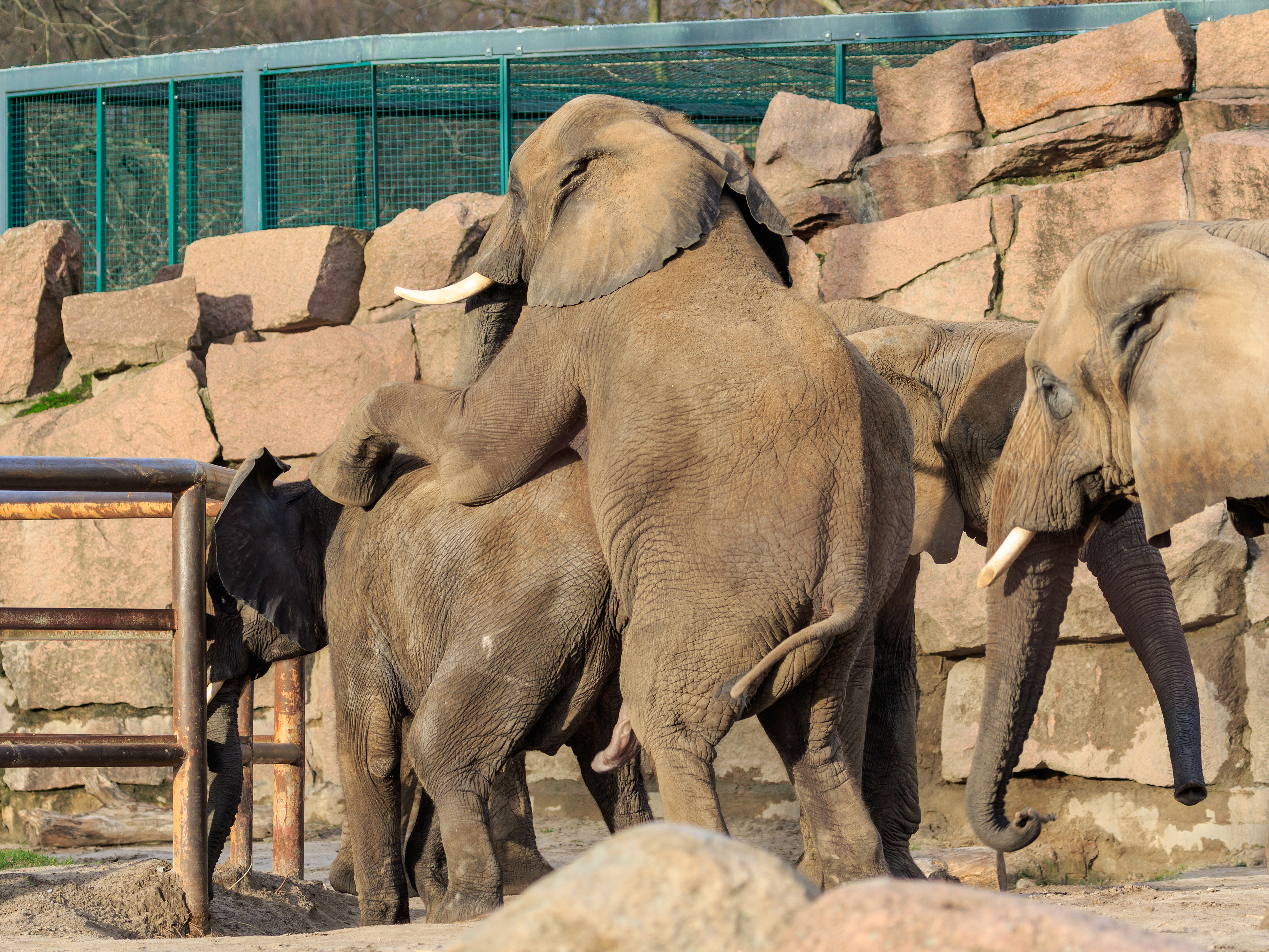
Loxodonta africana

Loài động vật nuôi con bằng sữa lớn nhất còn sinh tồn là cá voi xanh. Trên cạn, lớn nhất là Voi đồng cỏ châu Phi Loxodonta africana với chiều cao đo được lên tới 3,96 mét, cân nặng hơn 5 tấn.

#### Động vật Một cung bên

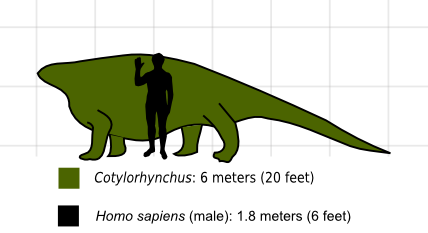
So sánh kích thước người và Cotylorhynchus romeri

Động vật Một cung bên không phải thú lớn nhất hiện biết có lẽ thuộc về loài Cotylorhynchus romeri sống ở Bắc Mỹ hồi đầu kỷ Permi.

#### Động vật bò sát

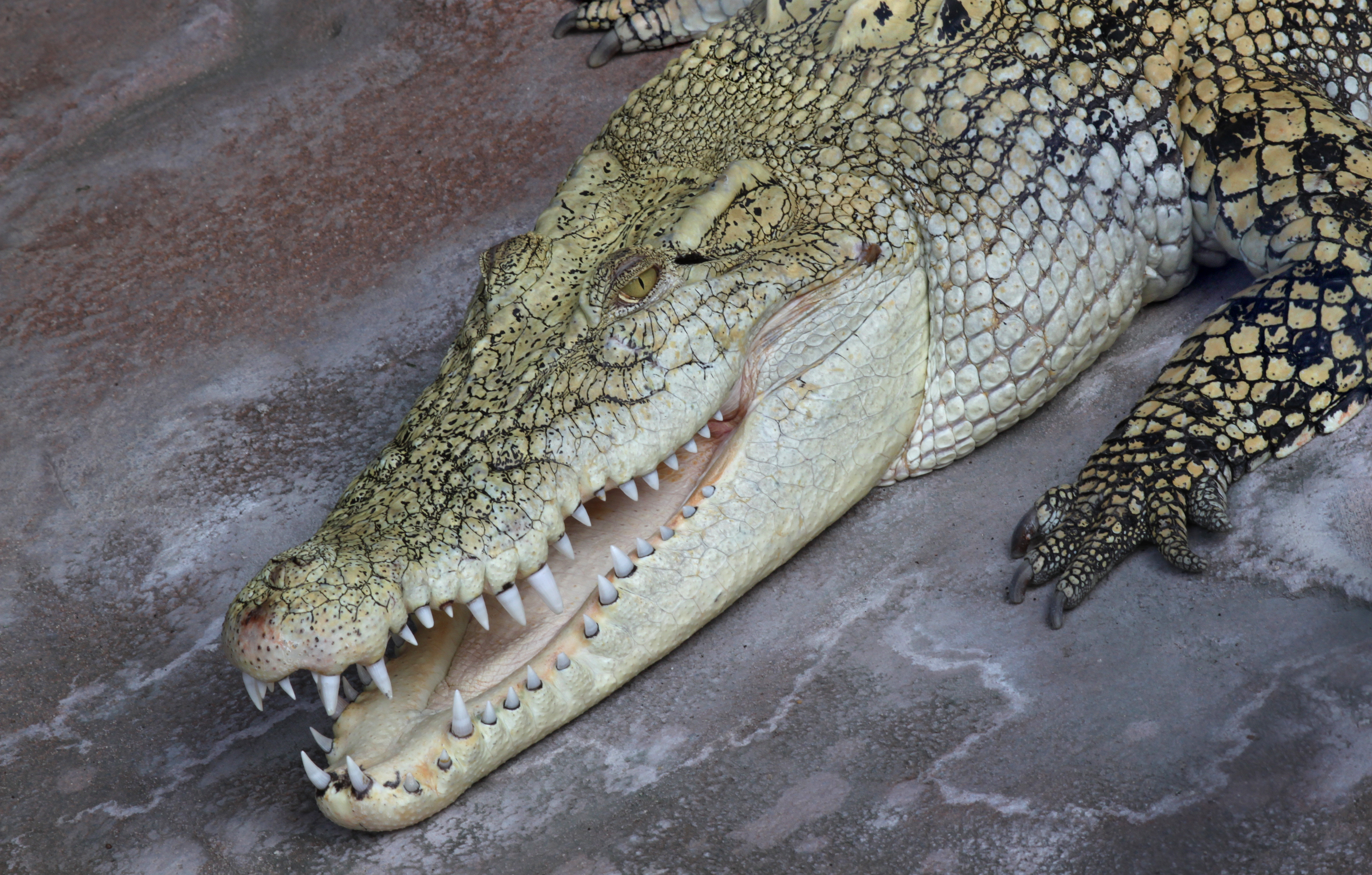
Crocodylus porosus ở Đức

Bò sát lớn nhất (nặng nhất) hiện còn sống có lẽ là loài Cá sấu nước mặn Crocodylus porosus với chiều dái lên đến 5 mét, cân nặng 450 kg
Loài rắn dài nhất là Trăn gấm Python reticulatus với cá thể được đặt tên Medusa (thuộc sở hữu của công ty Full Moon Productions Inc.) ở Kansas City, Missouri đã liệt kê trong sách kỷ lục Guinness là dài 7,67 mét, cân nặng 158,8 kg. Loài rắn nặng nhất là Eunectes murinus trong Họ Trăn Nam Mỹ Boidae, với cân nặng hơn 200 kg.
Rồng Komodo là loài thằn lằn lớn nhất, với cân nặng cá thể ghi được lên đến 166 kg.

#### Khủng long
Loài Lương long hai khoang rỗng Amphicoelias altus được mệnh danh là khủng long lớn nhất mọi thời đại từng được phát hiện với chiều dài tới 58 mét và cân nặng 122 tấn. Đứng thứ hai là Argentinosaurus huinculensis 30-39,7 m và 73–90 tấn.

#### Chim

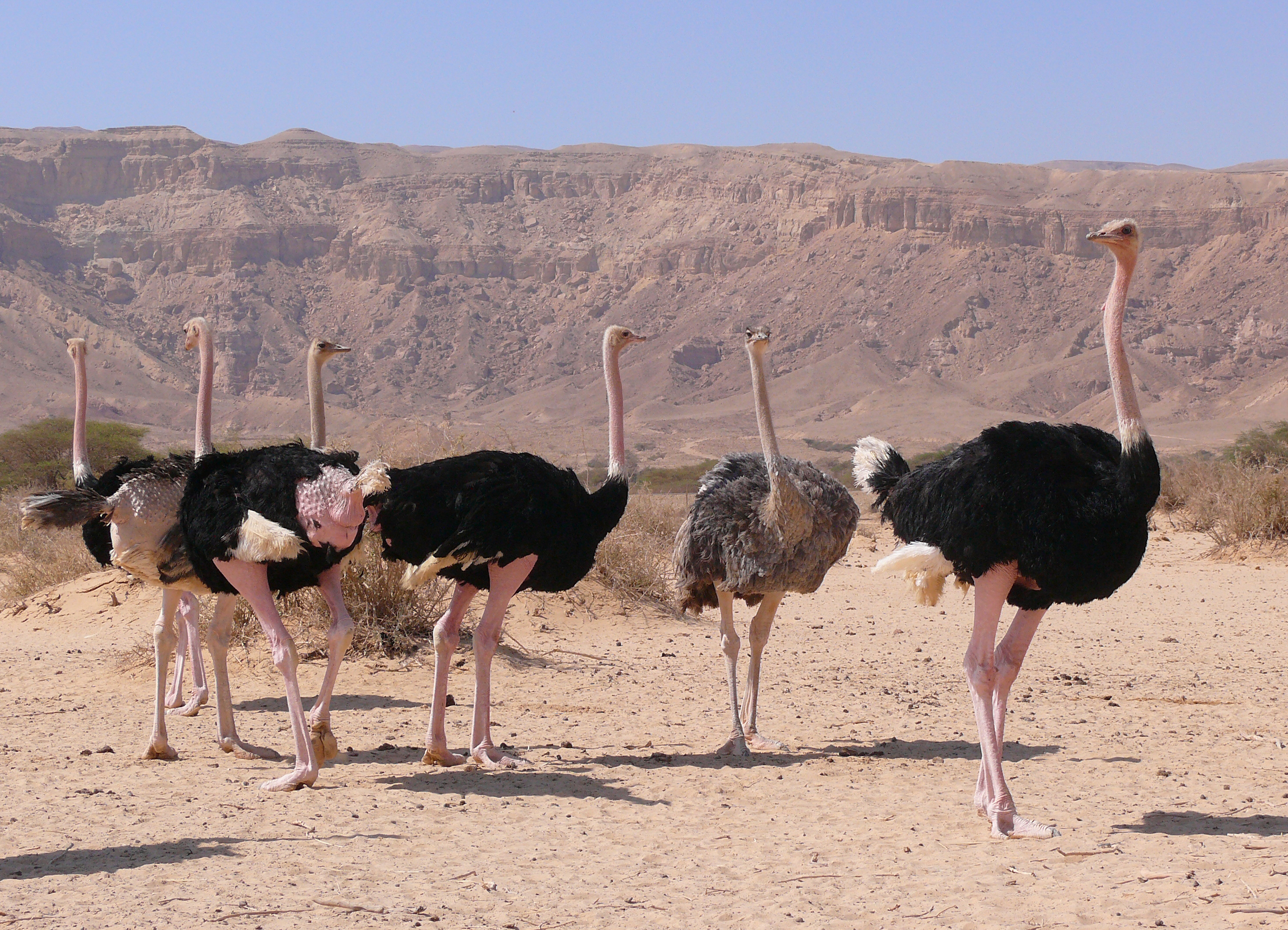
Đà điểu châu Phi

Đà điểu châu Phi Struthio camelus hiện là loài chim lớn nhất còn sinh tồn, với cân nặng tới 155 kg và chiều cao 2,74 mét ghi nhận cho phân loài Struthio camelus camelus.
Danh hiệu loài chim lớn nhất mọi thời đại thuộc về loài trong chi Aepyornis, họ Aepyornithidae, bộ Aepyornithiformes, liên bộ Palaeognathae, phân lớp Neornithes với chiều cao tới 3 mét, cân nặng khoảng 400 kg.

#### Động vật lưỡng cư

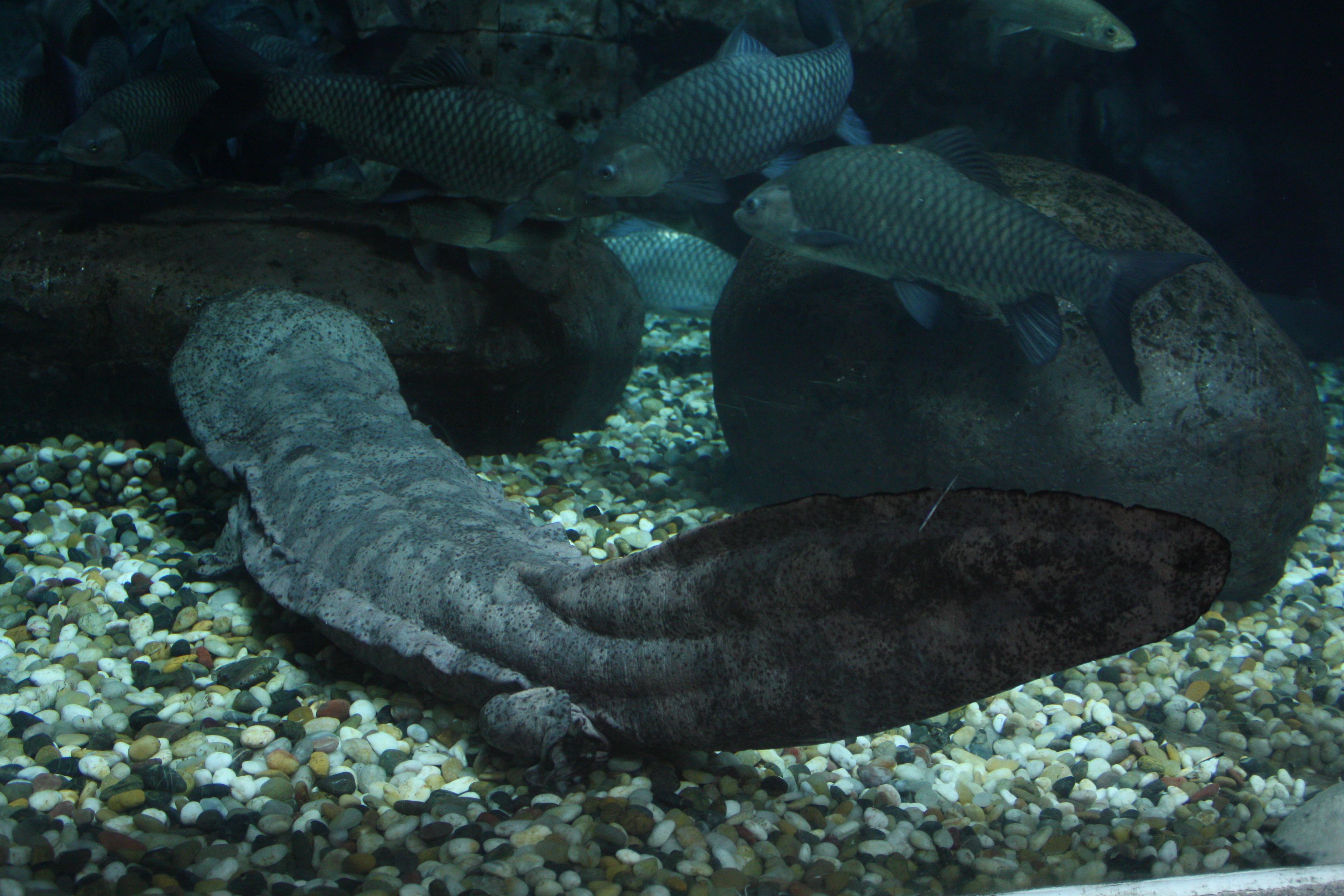
Andrias davidianus

Lưỡng cư lớn nhất còn sống là loài Kỳ giông khổng lồ Trung Quốc Andrias davidianus với chiều dài tới 1,83 mét và cân nặng 64 kg.

#### Cá

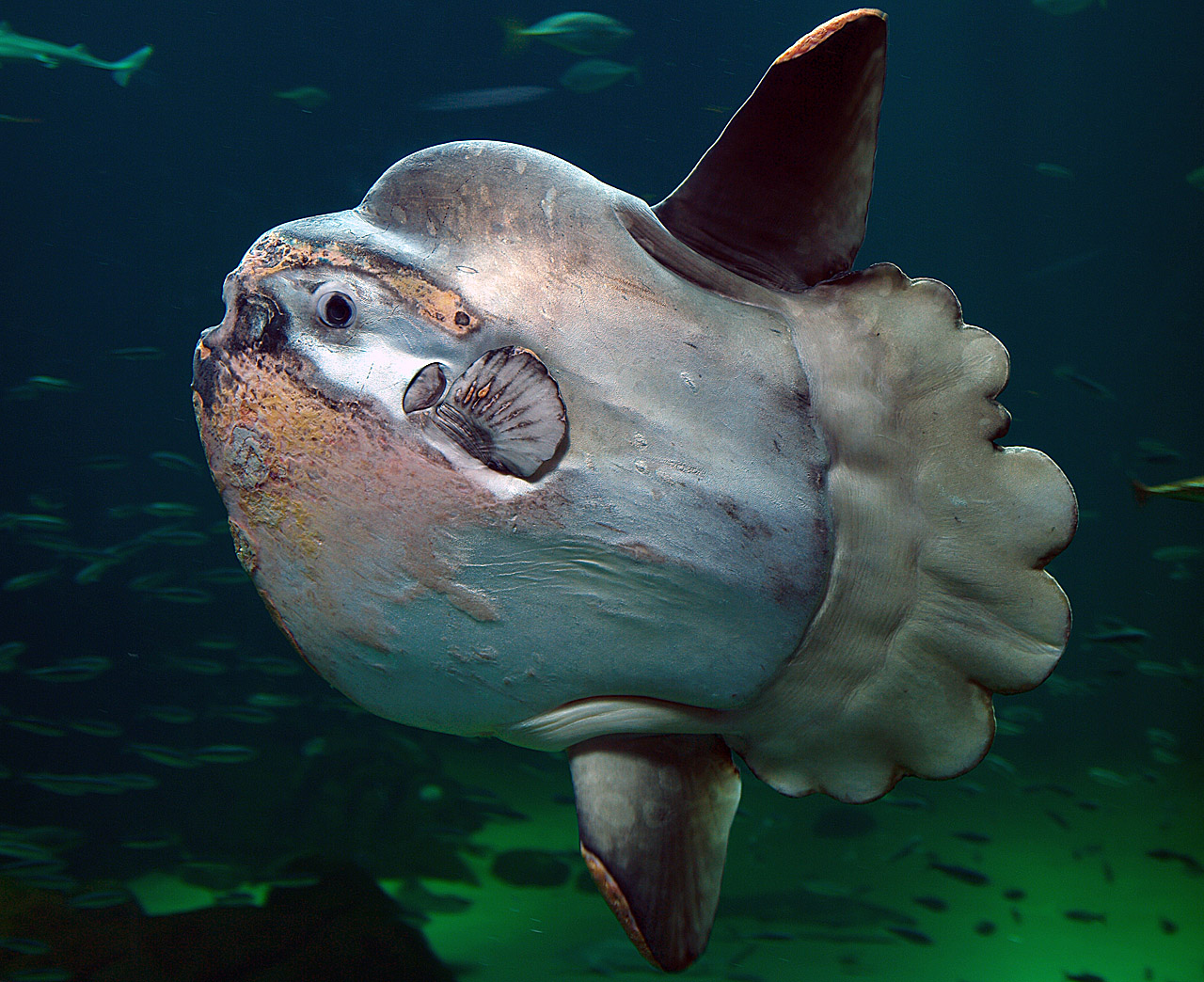
Mola mola

Nếu coi cá voi cũng là cá thì chức vô dịch thuộc về cá voi xanh. Tuy nhiên, cá voi xanh được phân loại vào lớp thú - những động vật nuôi con bằng sữa và thở bằng phổi. Kỷ lục trong Liên lớp Cá xương Osteichthyes thuộc về Mola mola trong Lớp Cá vây tia Actinopterygii với chiều dài 4,2 mét, cân nặng 2,300 kg.
Lớp Cá vây thùy Sarcopterygii có loài Latimeria chalumnae với chiều dài lên tới 2 mét, cân nặng 80 kg.
Kỷ lục về chiều dài thuộc về Regalecus glesne trong họ Regalecidae, bộ Lampriformes với kỷ lục dài 17 mét.

### Động vật không xương sống
Động vật không xương sống thông thường có trọng lượng nhẹ hơn động vật có xương sống, mặc dù nhiều loài có chiều dài hơn rất nhiều.

#### Động vật thân lỗ

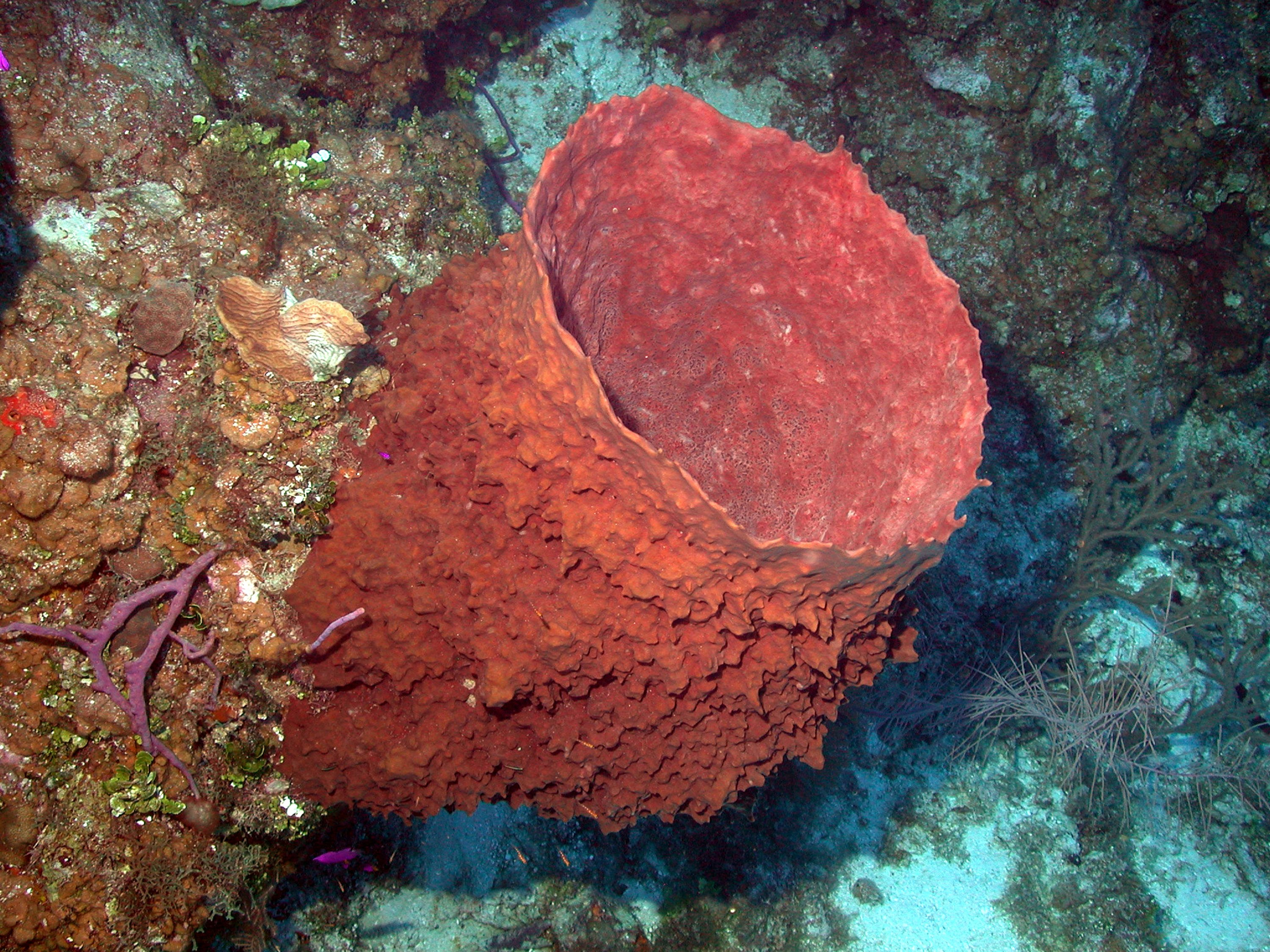
Xestospongia Muta

Loài thân lỗ lớn nhất còn sống là Xestospongia muta cao 2,4 mét, thuộc họ Petrosiidae, phân bộ Petrosina, bộ Haplosclerida, phân lớp Ceractinomorpha, lớp Demospongiae

#### Ngành Thích ty bào
Sứa bờm sư tử Cyanea capillata là loài sứa lớn nhất với đường kính lên tới 2,29 mét. xúc tu dài hơn 36 mét.

#### Giun dẹp
Bipalium kewense thuộc bộ Tricladida, lớp Turbellaria là loài giun dẹp lớn nhất với chiều dài tới 0,6 mét.

#### Ngành Giun tròn
Loài giun Placentonema gigantissima họ Tetrameridae, bộ Spirurida, lớp Secernentea sống ký sinh trong cá nhà táng có thể dài tới 9 mét.

#### Ngành Giun đốt
Loài Microchaetus rappi dài 6,7 mét và nặng 1,5 kg.

#### Động vật da gai
Loài da gai nặng nhất là Thromidia gigas lớp sao biển với cân nặng tới 6 kg.

#### Nemertea

Lineus longissimus

Loài giun dây giày Lineus longissimus (hình) có lẽ là loài động vật dài nhất còn sinh tồn, với chiều dài của một cá thể bắt được năm 1864 lên tới 55 mét.

#### Động vật Chân khớp
Chân khớp nặng nhất là Homarus americanus với cá thể bắt được năm 1977 có cân nặng lên đến 20,14 kg.

## Sinh vật nguyên sinh

### Amoebozoa

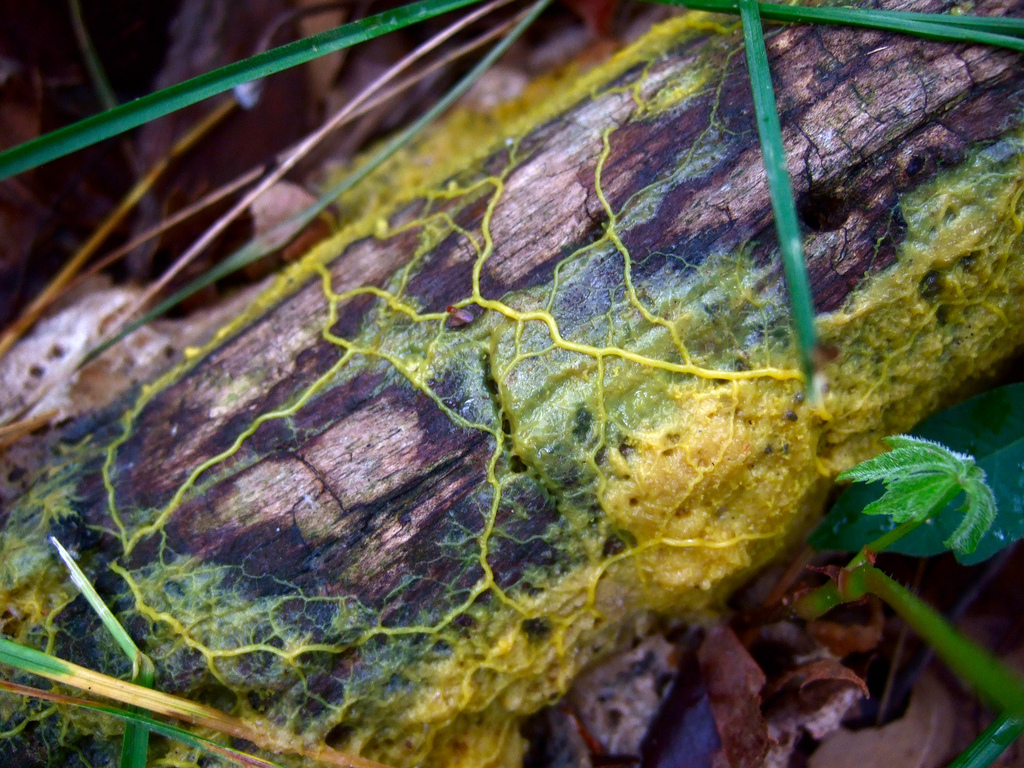
Physarum polycephalum loài đơn bào lớn nhất

Physarum polycephalum trong họ Physaraceae, bộ Physarales, lớp Myxomycetes, cận ngành Mycetozoa, phân ngành Conosa hiện là đơn bào lớn nhất, với đường kính lên đến 30 cm.

## Vi khuẩn

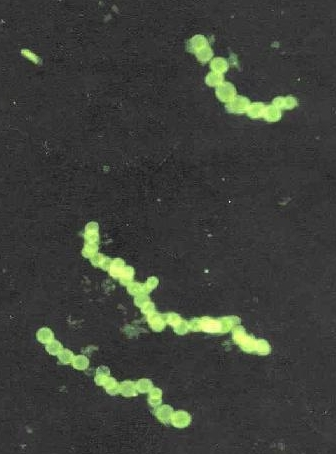
Thiomargarita namibiensis

Thiomargarita namibiensis là một loài vi khuẩn Gram âm được phát hiện do công của nhà sinh vật học người Đức Heide Schulz. Đây là một trong những loài vi khuẩn lớn nhất từng được phát hiện, thường có đường kính 0,1–0,3 mm (100–300 µm), nhưng đôi khi đặt tới 0,752 mm (752 µm). Tế bào Thiomargarita namibiensis đủ lớn để có thể nhìn thấy bằng mắt thường. Mặc dù loài Epulopiscium fishelsoni dài hơn T. namibiensis một chút nhưng tế bào E. fishelsoni không rộng bằng của T. namibiensis.
Thiomargarita magnifica cùng chi Thiomargarita, đã soán ngôi vị vi khuẩn lớn nhất của Thiomargarita namibiensis sau khi được phát hiện năm 2022

## Virus

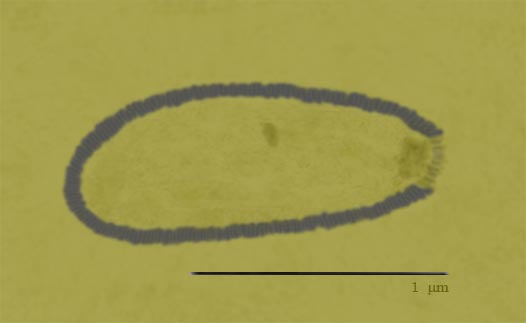
Pithovirus sibericum

- Loài virus lớn nhất, có kích thước tương đương vi khuẩn là Pithovirus sibericum thuộc một chi chưa phân vào bộ, lớp nào, có chiều dài 1,5, chiều ngang 0,5 µm.[6]